# Campeonato de Barcelona de ciclismo
O Campeonato de Barcelona era uma clássica de ciclismo que se celebrava anualmente em Barcelona. Disputou-se entre 1918 e 1966, ainda que não com continuidade. Teve diferentes nomes, assim a podemos encontrar denominada como: Gran Premio del Excel·lentíssim Ayuntamiento, Trofeo Studebaker, Trofeo Terrot, Grande Premio Sestal, Trofeo Antonio Aunós, Gran Premio Galindo ou Trofeo Juan Fina.
De 1964 a 1966 fez parte da Semana Catalã de Ciclismo, assim os vencedores destas edições também o fossem de uma etapa desta nova corrida.
O ciclista que tem inscrito mais vitórias seu nome no palmarés é Miguel Poblet, com três vitórias, seguido de Fernando Múrcia e José Mateo, com duas vitórias.
O último vencedor foi o catalão Antonio Gómez del Moral, em 1966.

## Palmarés
| Edição                     | Primeiro                | Segundo                     | Terceiro               |
| -------------------------- | ----------------------- | --------------------------- | ---------------------- |
| 1918                       | Juan Martínez           | Emilio Nolla                | Jaime Janer            |
| 1919-1924. Não se disputou |                         |                             |                        |
| 1925                       | Jaime Janer             | Miguel Mucio                | José Cebrián Ferrer    |
| 1926. Não se disputou      |                         |                             |                        |
| 1927                       | Vicente Cebrián Ferrer  | Juan Murcia                 | Pere Sant Cirera       |
| 1928                       | Pere Albiñana           | Eduard Vendrell             | José María Sans        |
| 1929                       | Mariano Cañardo         | Vicente Cebrián Ferrer      | Nicolau Tubau          |
| 1930                       | Eliseu Aubalat          | José Caño                   | Agustín Sardañons      |
| 1931                       | Vicente Cebrián Ferrer  | José Campamá                | Pere Albiñana          |
| 1932                       | Vicente Bachero         | José Cebrián Ferrer         | Vicente Cebrián Ferrer |
| 1933. Não se disputou      |                         |                             |                        |
| 1934                       | Gonzalo Ros             | Juan Gimeno                 | Isidre Figueras        |
| 1935                       | Antonio Destrieux       | José González               | Juan Gimeno            |
| 1936-1939. Não se disputou |                         |                             |                        |
| 1940                       | José Campamá            | Manuel Izquierdo            | Fernando Murcia        |
| 1941. Não se disputou      |                         |                             |                        |
| 1942                       | Fernando Murcia         | Joaquín Olmos               | Camil Sabater          |
| 1943                       | Fernando Murcia         | José Vidal Juliá            | 23 ciclistas           |
| 1944                       | Antonio Martín          | Delio Rodríguez             | Julián Berrendero      |
| 1945                       | Vicente Carretero       | João Rebelo                 | Juan Gimeno            |
| 1946                       | Bernardo Capó           | Manuel Costa                | Miguel Poblet          |
| 1947                       | José Serra Gil          | Isidro Molar                | Bernardo Ruiz          |
| 1948                       | Andreu Boher            | José Vidal Juliá            | Francisco Masip        |
| 1949                       | Joaquín Filbá           | Florencio Pedrola           | Miguel Poblet          |
| 1950                       | Pere Sant Alentà        | Juan Espín                  | Francisco Masip        |
| 1951                       | Miguel Poblet           | Pere Sant Alentà            | Vicente Iturat         |
| 1952                       | José Mateo              | Juan Crespo                 | José Vidal Porcar      |
| 1953                       | José Mateo              | Miquel Vilardell            | Jaime Montaña          |
| 1954                       | Juan Campillo           | José Segú                   | Aniceto Utset          |
| 1955                       | Antonio Bertrán         | Juan Crespo                 | Vicente Iturat         |
| 1956                       | Miguel Poblet           | Jesús Galdeano              | José Escolano          |
| 1957                       | Miguel Poblet           | Francisco Moreno Martínez   | Andreu Trobat          |
| 1958                       | José Segú               | Antonio Ferraz              | Hortensio Vidaurreta   |
| 1959                       | Salvador Botella        | Miguel Pacheco              | Aniceto Utset          |
| 1960-1963. Não se disputou |                         |                             |                        |
| 1964                       | Anulada pela neve       | Anulada pela neve           | Anulada pela neve      |
| 1965                       | José Pérez-Francés      | Joan Vilà                   | José Luís Talamillo    |
| 1966                       | Antonio Gómez del Moral | José Manuel López Rodríguez | José María Errandonea  |

(em cor: faz parte da Semana Catalã)